# Judith Pfeiffer
Judith Pfeiffer (* 1964) ist eine deutsche Islamwissenschaftlerin.
Pfeiffer studierte 1983 bis 1992 in Köln (neben Orientalistik und Islamwissenschaft auch Germanistik und Romanistik) und ab 1994 an der Universität Chicago, wo sie nach einem Aufenthalt von 1998 bis 2000 am Deutschen Orient-Institut in Istanbul 2003 promoviert wurde. Sie ging 2003 an die Universität Oxford (St. Cross College) und wurde dort Lecturer und Associate Professor für arabische und islamische Geschichte. 2016 trat sie eine Humboldt-Professur an der Rheinischen Friedrich-Wilhelms-Universität Bonn an.
Sie befasst sich mit der Geschichte der Mongolen und der mongolischen Reiche vom 13. bis 16. Jahrhundert, deren Geistesgeschichte und insbesondere deren Bekehrung zum Islam und den Folgen, die diese für die islamische Welt hatte.
Sie erhielt einen ERC Starting Grant und ein Forschungsstipendium der Stadt Paris für das CNRS. Zudem war sie unter anderem am Institute for Advanced Study in Princeton (USA).

## Schriften (Auswahl)
- Herausgeberin mit S. A. Quinn: History and Historiography of Post-Mongol Central Asia and the Middle East. Studies in Honor of John E. Woods. Wiesbaden: Harrassowitz 2006.
- Herausgeberin mit A. Neuwirth, M. Hess and B. Sagaster: Ghazal as World Literature II. From a Literary Genre to a Great Tradition. The Ottoman Gazel in Context. Würzburg 2006.
- Reflections on a ‘Double Rapprochement’: Conversion to Islam among the Mongol Elite during the Early Ilkhanate, in: L. Komaroff (ed.), Beyond the Legacy of Genghis Khan. Leiden 2006, S. 369–389.
- Herausgeberin mit Manfred Kropp: Theoretical Approaches to the Transmission and Edition of Oriental Manuscripts. Proceedings of a symposium held in Istanbul, March 28 - 30, 2001, Würzburg: Ergon Verlag 2007.
- Confessional Polarization in the 17th Century Ottoman Empire and Yūsuf İbn Ebī ‘Abdü’d-Deyyān’s Keşfü’l-esrār fī ilzāmi’l-Yehūd ve el-aḥbār, in: C. Adang, S. Schmidtke (Hrsg.), Contacts and Controversies between Muslims, Jews and Christians in the Ottoman Empire and Pre-Modern Iran. Würzburg 2010, S. 15–55.
- Protecting Private Property vs. Negotiating Political Authority: Nur al-Din b. Jaja and His Endowments in Thirteenth Century Anatolia, in: R. Hillenbrand, A.C.S. Peacock, F. Abdullaeva (Hrsg.), Ferdowsi, the Mongols and the History of Iran: Art, Literature and Culture from Early Islam to Qajar Persia. London 2013, S. 147–165.
- The Canonization of Cultural Memory: Ghāzān Khān, Rashīd al-Dīn, and the Construction of the Mongol Past, in: A. Akasoy, C. Burnett, R. Yoeli-Tlalim (Hrsg.), Rashīd al-Dīn. Agent and Mediator of Cultural Exchanges in Ilkhanid Iran. London 2013, S. 57–70.
- Confessional Ambiguity vs. Confessional Polarization: Politics and the Negotiation of Religious Boundaries in the Ilkhanate, in: J. Pfeiffer (Hrsg.), Politics, Patronage and the Transmission of Knowledge in 13th-15th Century Tabriz. Leiden 2014, S. 129–168.
- als Herausgeberin: Politics, Patronage and the Transmission of Knowledge in 13th–15th Century Tabriz. Leiden 2014.
- Rashīd al-Dīn. Bayān al-Ḥaqāʾiq. Introduction and Indices by Judith Pfeiffer. Istanbul 2016.